# Código de Processo Penal (Portugal)
No direito português, o Código de Processo Penal é o corpo normativo que regula o processo penal em Portugal. Ele está definido no Decreto-Lei n.º 78/87, de 17 de fevereiro e nas sucessivas alterações.

## História
O Código de Processo Penal português tem a sua origem nas Ordenações Afonsinas (1446), nas Ordenações Manuelinas (1521) e nas Ordenações Filipinas (1603).

O Código do Processo Penal propriamente dito foi apenas promulgado em 1929, que se manteve em vigor durante todo o Estado Novo e foi apenas revogado em 1987, quando surgiu o código atual. Desde esse momento, têm sido realizadas diversas alterações, sendo a mais recente de 21 de dezembro de 2021.